# Gigantes y cabezudos (pel·lícula)
Gigantes y cabezudos és una pel·lícula muda espanyola del 1926 dirigida per Florián Rey, autor també del guió basat en una sarsuela de Miguel Echegaray y Eizaguirre.

## Sinopsi
Jesús és un jove aragonès que és enviat a Cuba per lluitar a la guerra hispano-estatunidenca. Abans de marxar li promet a la seva xicota Pilar que tornarà. Basada en una sarsuela, hi ha exhibició de jotes i música popular aragonesa.

## Repartiment
- Manuel Alares
- Miguel Fleta
- Flores Galán
- José María Jimeno
- Braulio Lausín 'Gitanillo de Ricla'
- Francisco Martí
- Antonio Mata
- Guillermo Muñoz
- José Nieto
- Agripina Ortega
- Marina Torres
- Luis Vela]
- Telmo Vela
- Carmen Viance